# Jamie Ward

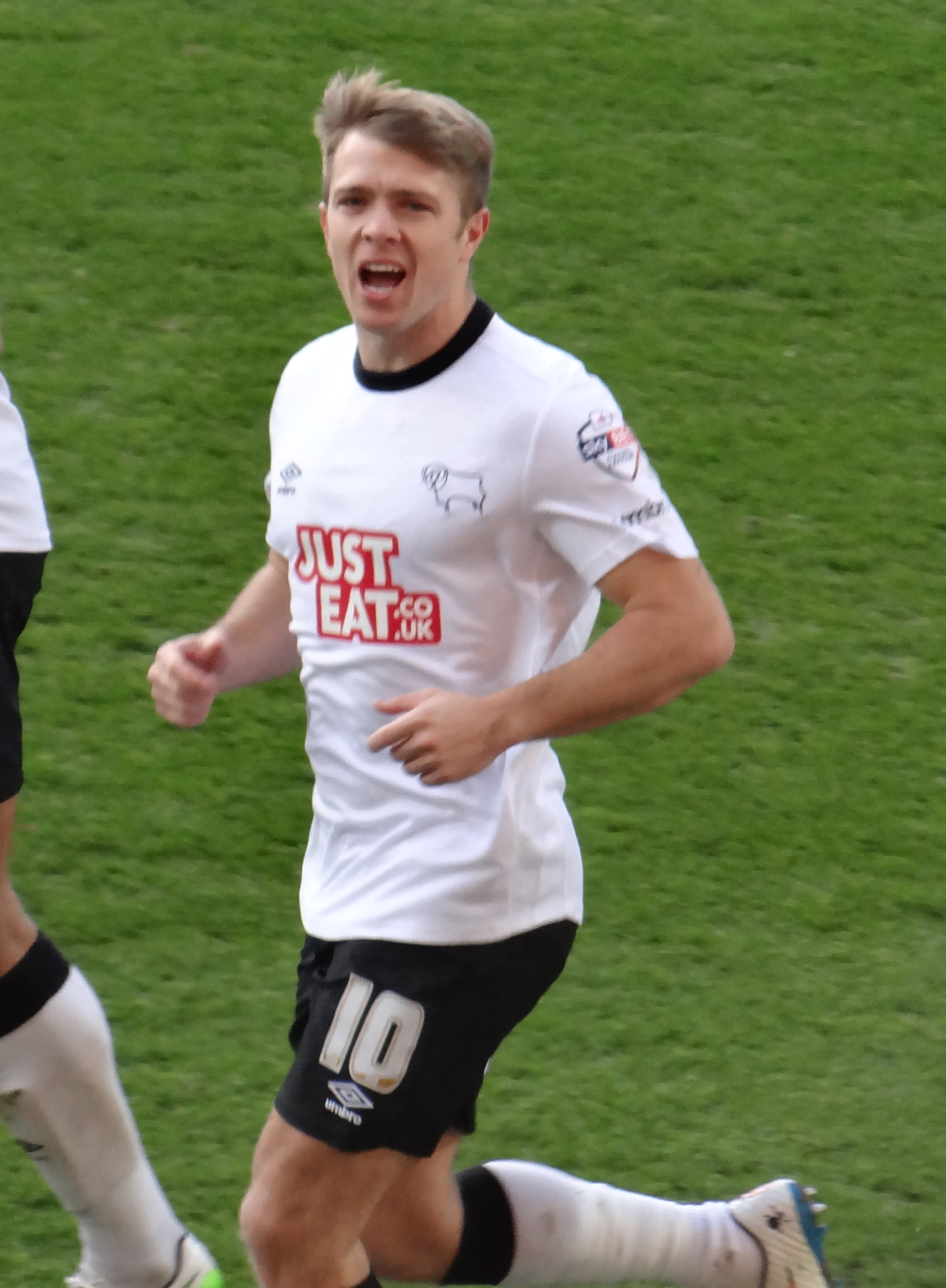
Jamie Ward (2015)

Jamie John Ward (* 12. května 1986, Solihull nebo Birmingham, Anglie) je britský fotbalový útočník a reprezentant Severního Irska, v současnosti hrající za anglický klub Nottingham Forest FC.

## Klubová kariéra
Ward hrál ve své profesionální fotbalové kariéře za kluby Aston Villa FC, Stockport County FC, Torquay United FC, Chesterfield FC, Sheffield United FC, Derby County FC, Nottingham Forest FC (všechny Anglie).

## Reprezentační kariéra
Jamie Ward absolvoval svůj debut za severoirský národní tým 10. 8. 2011 v kvalifikačním utkání v Belfastu proti týmu Faerských ostrovů (výhra 4:0). Se svým mužstvem se mohl v říjnu 2015 radovat po úspěšné kvalifikaci z postupu na EURO 2016 ve Francii (byl to premiérový postup Severního Irska na evropský šampionát). Zúčastnil se EURA 2016 ve Francii, kam jej nominoval trenér Michael O'Neill.